# 長谷野站
長谷野站是日本滋賀縣東近江市的火車站。建立於20世紀初期，是近江鐵道的車站之一。